# Hyphessobrycon oritoensis
Hyphessobrycon oritoensis és una espècie de peix de la família dels caràcids i de l'ordre dels caraciformes.

## Morfologia
- Els mascles poden assolir 4,3 cm de llargària total.
- Nombre de vèrtebres: 34-35.[4]

## Alimentació
Menja insectes i matèria vegetal.

## Hàbitat
Viu a àrees de clima tropical.

## Distribució geogràfica
Es troba a Sud-amèrica: riu Orito (Colòmbia).